# Wir schalten um auf Hollywood
Wir schalten um auf Hollywood ist ein Revuefilm aus dem Jahr 1931. Er wurde von MGM speziell für den deutschsprachigen Markt produziert und verwendet Passagen aus The Hollywood Revue of 1929 sowie dem fragmentarisch gebliebenen Film The March of Time. Aufgrund der komplett eigenen Rahmenhandlung handelt es sich ausdrücklich nicht um einen für die Zeit typischen Versionenfilm.

## Handlung
Paul Morgan kommt als Erfinder des ersten akustisch-optischen, drahtlosen Taschensenders nach Hollywood, um damit von hier eine Reportage nach Europa zu senden. Da er kein Wort Englisch spricht, ist er froh, die Bekanntschaft des Großherzogs Karl Peter Friedrich zu Weidlingau-Hadersbach (gespielt von Egon von Jordan) zu machen, der bei Metro-Goldwyn-Mayer Statist ist. Er wird dessen ständiger Begleiter. So interviewen beide verschiedene Prominente und belauschen einige Filmschaffende bei ihrer Arbeit in Culver City. Joan Crawford sagt einige Worte auf Deutsch. Mit Nora Gregor und Adolphe Menjou spielt Morgan einen Sketch, tummelt sich auf dem Freigelände der Produktionsgesellschaft, hat als Statist bei den Dreharbeiten zu einem Western mit Hoot Gibson eine Begegnung mit Native Americans und lernt  Oscar Straus kennen. Er erlebt eine Filmpremiere mit, und bei einem Durcheinander auf dem Galaabend geschieht es, dass durch Buster Keaton der drahtlose Sender unbrauchbar wird. Die Übertragung ist beendet.

## Kritiken
„Eine amerikanische Produktion für den deutschen Markt, gedreht in den MGM-Studios in Culver City und auf deren Freigelände. Eine Starparade mit einigen Farbteilen in Technicolor und ein paar zusätzlichen Szenen aus THE HOLLYWOOD REVUE OF 1929. Durch den Film führt der (1938 von den Nazis ermordete) Wiener Kabarettist Paul Morgan in Gestalt eines für einen imaginären Radiosender arbeitenden Reporters. Ein ungezwungener Spaziergang durch Hollywood mit den Augen eines Europäers. Die Faszination für das neue Medium Tonfilm wird spürbar, wenn plötzlich sogar Joan Crawford und Buster Keaton sich an der deutschen Sprache versuchen …“

„Beneidenswert, die den Lachorkan noch vor sich haben.“

„Heinrich George erscheint als wandelndes Monument der Anti-Prohibition. Oscar Straus dokumentiert ohrenfällig, daß seine charmanteste Schöpfung der Walzertraum ist. Und von Joan Crawford bekommt es Morgan endlich zu hören, daß er 'eine schöne deutsche Mann' ist. Das alles ist ganz reizend gemacht. Mit einer liebenswerten Unbefangenheit, die Firmenreklame, Sketch-Lockerheit, und den unvergänglichen Zauber des Blicks hinter die Kulissen miteinander mengt. Knallfarben und laufendes Girlband – eine prachtvolle Parodie, die beim Publikum sofort Heiterkeit auslöst.“